# Giuseppe M. Gaudino
Giuseppe M. Gaudino (ur. 16 maja 1957 w Pozzuoli) – włoski reżyser, scenarzysta i producent filmowy. Autor kilkunastu filmów fabularnych, dokumentalnych i krótkometrażowych. Częstym tematem jego filmów jest społeczne wyobcowanie i kulturowa alienacja.
Po ukończeniu Akademii Sztuk Pięknych w Neapolu, Gaudino uzyskał w 1982 dyplom na prestiżowej rzymskiej uczelni filmowej Centro sperimentale di cinematografia. Jego debiutem fabularnym był eksperymentalny film Wokół księżyców między ziemią a morzem (1997), zaprezentowany w konkursie głównym na 54. MFF w Wenecji. Najgłośniejszy obraz Gaudino, Dla waszego dobra (2015), zdobył dla grającej główną rolę Valerii Golino Puchar Volpiego dla najlepszej aktorki na 72. MFF w Wenecji.